# Folketingsmedlemmer valgt i 1890
Ved Folketingsvalget i 1890 valgtes 102 medlemmer af Folketinget. Tre partier opnåede repræsentation i Folketinget, Venstre (forkortet V.), Højre (forkortet H.) og Socialdemokraterne (forkortet S.).

## A
- Gårdejer Aaberg (H) valgt i Ringkøbing Amts 2. valgkreds Lemvig
- Entrepremør N. Andersen (H) valgt i Thisted Amts 3. valgkreds Vestervig
- Lotterikollektør Niels Andersen (H) valgt i Odense Amts 2. valgkreds Kerteminde

## B
- Gårdejer J. Bach (V) valgt i Thisted Amts 1. valgkreds Bjærget
- Løjtnant Fr. Bajer (V) valgt i Skanderborg Amts 1. valgkreds Horsens
- Krigsminister Bahnson (H) valgt i Københavns Amts 1. valgkreds
- Basnæs (H) valgt i Sorø Amts 4. valgkreds Skælskør
- Forpagter J. Bertelsen (V) valgt i Hjørring Amts 5. valgkreds Halvrimme
- Skoleforstander Berg (V) valgt i Vejle Amts 2. valgkreds Kolding
- Gårdejer Bertelsen (V) valgt i Vejle Amts 5. valgkreds Bjerre
- Herman Bing (V) valgt i Aalborg Amts 3. valgkreds Bælum
- Bjerre (V) valgt i Randers Amts 3. valgkreds Hørning
- Forstander Bjørnhof (V) valgt i Aarhus Amts 1. valgkreds Odder
- Gårdejer Blem (V) valgt i Bornholm Amts 1. valgkreds Rønne
- Kaptejn Bluhme (V) valgt i Ribe Amts 2. valgkreds Esbjerg
- Dr.phil. Brandes (V) valgt i Svendborg Amts 6. valgkreds Rudkøbing
- Grev Brodenhus-Schack (H) valgt i Svendborg Amts 7. valgkreds Ærøskøbing
- F. C. Bossen (V) valgt i Præstø Amts 6. valgkreds Stege
- Gårdejer J. Bukk (V) valgt i Ribe Amts 3. valgkreds Ribe
- Gårdejer Bønløfte (V) valgt i Randers Amts 4. valgkreds Grenå
- Gårdejer J. Bøtter (V) valgt i Skanderborg Amts 3. valgkreds Bræstrup
- Højskoleforstander Bærntsen (V) valgt i Odense Amts 3. valgkreds Assens

## C
- Lærer Christensen (V) valgt i Ringkøbing Amts 1. valgkreds Ringkøbing
- Husmand Poul Christensen (V) valgt i Sorø Amts 2. valgkreds Sorø
- Gårdejer S. P. Christensen (V) valgt i Hjørring Amts 4. valgkreds Brejlev
- Gårdejer Christoffersen (V) valgt i Odense Amts 5. valgkreds Bogense
- Redaktør Clausen (V) valgt i Maribo Amts 4. valgkreds Nykøbing

## D
- Gårdeker Dalsgaard (V) valgt i Thisted Amts 1. valgkreds Skive
- Rektor Dahl (H) valgt i Sorø Amts 3. valgkreds Slagelse
- Borgmester Damm (V) valgt i Bornholm Amts 2. valgkreds Aakirkeby
- Statsrevisor L. Dinesen (H) valgt i Frederiksborgs Amts 4. valgkreds Frederiksværk
- Gårdejer Duzen (V) valgt i Vejle Amts 1. valgkreds Fredercia

## F
- Falkenstjerne (V) valgt i Vejle Amts 3. valgkreds Vejle
- Feldthusen (V) valgt i Præstø Amts 2. valgkreds Faxe
- Lærer Fogtmann (V) valgt i Holbæk Amts 1. valgkreds Holbæk

## G
- Bureanchef Gad (H) valgt i Københavns 6. valgkreds
- N. Gelzer (V) valgt i Thisted Amts 3. valgkreds Levring

## H
- Grosserer C. Hage (V) valgt i Københavns 7. valgkreds
- Godsejere Joh. Hage (H) valgt i Frederiksborgs Amts 2. valgkreds Fredensborg
- Gårdejer H. Hansen (V) valgt i Sorø Amts 5. valgkreds Fuglebjerg
- Ingeniør Hammerich (H) valgt i Maribo Amts 1. valgkreds Nakskov
- Overst Hedemann (H) valgt i Odense Amts 1. valgkreds Odense
- Cand.theol. Har. Holm (V) valgt i Odense Amts 7. valgkreds Berninge
- Skrædder P. Holm (S) valgt i Københavns 5. valgkreds Lejre
- Grev Holstein-Ledreborg (V) valgt i Københavns Amts 5. valgkreds
- Lærer Højmark (V) valgt i Odense Amts 6. valgkreds Søndersø
- Statsrevisor Høgsbro (V) valgt i Svendborg Amts 5. valgkreds Sønderbroby
- Skomager Hørdum (S) valgt i Københavns 9. valgkreds
- Statsrev., Cand.jur. Hørup (V) valgt i Københavns Amts 4. valgkreds Køge

## J
- Amtsforvalder Jagd (H) valgt i Thisted Amts 2. valgkreds Thisted
- K. Jensen (V) valgt i Svendborg Amts 4. valgkreds Fåborg
- Paster Henning Jensen (V) valgt i Odense Amts 4. valgkreds Middelfart
- H. Jensen (S) valgt i Aarhus Amts 3. valgkreds Skoldelev
- Gårdejer N. Jensen (V) valgt i Svendborg Amts 1. valgkreds Nyborg
- Gårdejer Jungersen (V) valgt i Hjørring Amts 3. valgkreds Hjørring
- Gårdejer S. Jørgensen (V) valgt i Vejle Amts 4. valgkreds Give

## K
- Højesteretsassesor Klein (V) valgt i Thisted Amts 2. valgkreds Viborg
- Redaktør Korsgaard (V) valgt i Holbæk Amts 5. valgkreds Nykiøbing
- Gårdejer Kvist (V) valgt i Aalborg Amts 5. valgkreds Nibe

## L
- Larsen (V) valgt i Randers Amts 5. valgkreds Æbeltoft
- Gårdejer Larsen (V) valgt i Randers Amts 1. valgkreds Mariager
- Gårdejer Larsen (V) valgt i Maribo Amts 2. valgkreds Maribo
- Chr. Larsen (V) valgt i Holbæk Amts 2. valgkreds Svinninge
- Cand.jur. N. J. Larsen (V) valgt i Maribo Amts 5. valgkreds Stubbekøbing
- Cand.jur. J. K. Lauridsen (V) valgt i Sorø Amts 1. valgkreds Ringsted
- Overretsprokurator Leth (V) valgt i Præstø Amts 3. valgkreds Næstved
- Kammerherre Lüttichau (V) valgt i Randers Amts 2. valgkreds Randers

## M
- Møllegaard-Nielsen(V) valgt i Ringkøbing Amts 3. valgkreds Holstebro

## N
- Husmand Anders Nielsen (V) valgt i Thisted Amts 5. valgkreds Løvel
- Forstander Rasmus Nielsen (V) valgt i Ringkøbing Amts 4. valgkreds Herning
- Gårdejer Nielsen Grøn (V) valgt i Maribo Amts 3. valgkreds Sakskøbing
- Godsejer H. Nyholm (V) valgt i Hjørring Amts 1. valgkreds Frederikshavn
- Gårdejer Nøhr (V) valgt i Præstø Amts 5. valgkreds Vordingborg

## O
- Gårdejer P. B. Olsen(H) valgt i Hjørring Amts 2. valgkreds Sæby
- Husejer Ovesen (V) valgt i Ringkøbing Amts 5. valgkreds Skjern

## P
- Gårdejer Pedersen (V) valgt i Præstø Amts 3. valgkreds Præstø
- Justitsraad Plesner (V) valgt i Aalborg Amts 2. valgkreds Ålborg
- Gårdejer P. Pedersen (V) valgt i Frederiksborgs Amts 5. valgkreds Frederikssund
- Dr. phil. Pingel (V) valgt i Aarhus Amts 2. valgkreds Århus

## R
- Laust Rasmussen (V) valgt i Ribe Amts 4. valgkreds Bække
- Lærer Ravn (V) valgt i Thisted Amts 4. valgkreds Nykøbing p. Mors
- Marineminister Ravn (H) valgt i Københavns 8. valgkreds
- Rosager (V) valgt i Svendborg Amts 2. valgkreds Kværndrup
- Kammerherre Rosen (H) valgt i Københavns Amts 2. valgkreds Lyngby

## S
- Kultusminister Scavenius (H) valgt i Præstø Amts 1. valgkreds Store Heddinge
- Professor Scharling (H)valgt i Københavns 4. valgkreds
- Grev Scheel (H) valgt i Københavns Amts 3. valgkreds Roskilde
- Lærer Sørensen (V) valgt i Ribe Amts 1. valgkreds Varde
- Redaktør Sørensen (V) valgt i Holbæk Amts 4. valgkreds Kallundborg
- Redaktør Enev. Sørensen (V) valgt i Vejle Amts 6. valgkreds Vonsild
- Gårdejer J. Sørensen (V) valgt i Skanderborg Amts 2. valgkreds Skanderborg
- Svennsen (V) valgt i Thisted Amts 4. valgkreds Søndervinge

## T
- Forstander Tang (V) valgt i Svendborg Amts 3. valgkreds Svendborg
- Redaktør Tauber (V) valgt i Holbæk Amts 3. valgkreds Vedby Kro
- Generel Thomsen (H) valgt i Frederiksborgs Amts 1. valgkreds Helsingør
- Cand. phol., Herman Trier (V) valgt i Københavns 1. valgkreds
- Godsejer Tutein (V) valgt i Aalborg Amts 1. valgkreds Nørre Sundby
- General Tvermoes (H) valgt i Københavns 3. valgkreds

## V
- Gårdejer Vestergaard (V) valgt i Aalborg Amts 4. valgkreds Brorstrup

## W
- Kaptajn C. Wagner